# Tratalias
Tratalias (sardinski: Tratalìas) je grad i općina (comune) u pokrajini Južnoj Sardiniji u regiji Sardiniji, Italija. Nalazi se na nadmorskoj visini od 17 metara i ima 1 085 stanovnika.
 Prostire se na 31 km². Gustoća naseljenosti je 35 st/km².
Susjedne općine su: Carbonia, Giba, Perdaxius, Piscinas, San Giovanni Suergiu i Villaperuccio.